# Jipocar Czech National Team
Jipocar Czech National Team es un equipo privado de rally checo que compite en el Campeonato Mundial de Rally desde 2013 siendo su único piloto Martin Prokop. 
El equipo nació en 2010 bajo el nombre de Czech Ford National Team compitiendo en el Campeonato de Producción y el Campeonato Junior. En 2013 se inscribió en el campeonato de marcas, en el Rally de Suecia por lo que el resultado de la primera prueba, el Rally de Montecarlo no sumó puntos.

## Resultados

### Campeonato Mundial de Rally
| Año  | Vehículo           | Pilotos       | 1       | 2       | 3     | 4     | 5      | 6     | 7      | 8       | 9     | 10  | 11      | 12    | 13    | Pos. | Puntos | Pos. | Puntos |
| ---- | ------------------ | ------------- | ------- | ------- | ----- | ----- | ------ | ----- | ------ | ------- | ----- | --- | ------- | ----- | ----- | ---- | ------ | ---- | ------ |
| 2013 | Ford Fiesta RS WRC | Martin Prokop | MON 7   | SWE 6   | MEX 7 | POR 6 | ARG 10 | GRE 7 | ITA 5  | FIN Ret | DEU 4 | AUS | FRA Ret | ESP 7 | GBR 6 | 9º   | 63     | 5º   | 65     |
| 2014 | Ford Fiesta RS WRC | Martin Prokop | MON Ret | SWE Ret | MEX 5 | POR 6 | ARG 8  | ITA 6 | POL 10 | FIN Ret | DEU 7 | AUS | FRA 10  | ESP 8 | GBR 9 | 9º   | 44     | 6º   | 49     |